# Бреувсма, Дан
Дан Бреувсма (нидерл. Daan Breeuwsma; род. 29 декабря 1987) — голландский шорт-трекист, участник зимних Олимпийских игр 2014, 2018 годов, трёхкратный чемпион мира, трёхкратный призёр, пятикратный чемпион Европы, 6-тикратный призёр.

## Спортивная карьера
Дан Бреувсма родился в общине Херенвен и вырос в Олдербоарне на ферме его родителей. С юных лет он всегда активно занимался спортом. Около 9 лет он впервые попробовал конькобежный спорт во время школьной деятельности на катке. Там украинский тренер Константин Полтавец посоветовал ему заняться шорт-треком, потому что у него были хороши повороты. Тренируется с 10-го возраста на базе клуба «TShorttrack Club Thialf» под руководством Йеруна Оттера. 
В 2007 году Дан выиграл 2-е место на Национальном чемпионате Нидерландов и был выбран в национальную сборную. В октябре 2008 года он дебютировал на Кубке мира в Солт-Лейк-Сити и в Ванкувере, а в январе 2009 года на чемпионате Европы в Турине в составе мужской команды завоевал серебряную медаль в эстафете и занял 17-е место в общем зачёте. Через год на европейском чемпионате в Дрездене Дан остановился на 15-м месте в личном многоборье.
В 2011 году он одержал первую победу на чемпионате Европы в Херенвене, выиграв с командой золотую медаль в эстафете, а следом в феврале выиграл бронзу в беге на 500 м на чемпионате Нидерландов. В ноябре на чемпионате Нидерландов на отдельных дистанциях он занял 3-е место в бег на 500 м и 2-е в беге на 1000 м.
В 2012 году Бреувсма сначала выиграл золото в эстафете на чемпионате Европы в Млада-Болеславе, а позже выиграл серебро на чемпионате мира в Шанхае. В эстафете голландские конькобежцы с результатом 6:42.626 опередили соперников из Южной Кореи, но уступили первенство спортсменам из Канады.
В феврале 2014 года Дан участвовал на зимних Олимпийских играх в Сочи в составе мужской эстафеты, где голландская команда вышла в финал с 1-го места в полуфинале, но в финале команда осталась только на 4-м месте.
В начале 2016 года он выиграл 3-е место в общем зачёте на чемпионате Нидерландов, а через 2 недели в эстафете взял очередное золото с командой на чемпионате Европы в Сочи. В феврале Дан перенёс операцию на левом колене. Период восстановления с ежедневным приёмом лекарств продлился до ноября 2016 года, когда выиграл серебряную медаль в эстафете на Кубке мира в Калгари.
После восстановления в январе 2017 года Дан выиграл серебряную медаль в абсолютном зачёте чемпионата Нидерландов и участвовал в чемпионате Европы в Турине, где завоевал золотую медаль в мужской эстафете. В марте, во время чемпионата мира в Роттердам он выступал вновь в эстафете. В финале голландские конькобежцы с результатом 7:06.826 завоевали золотые медали, опередив соперников из Китая (7:07.523 — 2-е место) и Венгрии (7:07.544 — 3-е место)
В январе 2018 года Бреувсма впервые выиграл звание абсолютного чемпиона Нидерландов, затем завоевал золотую медаль в эстафете на чемпионате Европы в Дрездене. Он был отобран в сборную для участия в Олимпиаде 2018 года. На зимних Олимпийских играх в Пхёнчхане Бреувсма выступал в забеге на 500 м, где занял 7-е место, на 1000 м стал 26-м, а в эстафете команда Нидерландов была дисквалифицирована в полуфинале.
После игр на чемпионате мира в Монреале в эстафете с товарищами занял 4-е место. В ноябре на Кубке мира в Калгари занял 3-е место в мужской эстафете и 2-е в смешанной эстафете, в Солт-Лейк-Сити вновь 2-е место в смешанной эстафете, а в декабре в Алмааты занял 1-е место в мужской эстафете. На Национальном чемпионате в январе 2019 года Дан выиграл на отдельных дистанциях  1000 м и 1500 м и занял 3-е место на 500 м, следом выиграл титул абсолютного чемпиона в многоборье второй год подряд. 
В том же январе на чемпионате Европы в Дордрехте стал серебряным призёром в эстафете и занял 11-е место в общем зачёте. В марте на чемпионате мира в Софии поднялся в эстафете на 5-е место. В сезоне 2019/20 годов на Кубке мира в Нагое и Шанхае вместе с партнёрами Дан занял 3-е и 1-е места в смешанных эстафетах, и в Шанхае поднялся на 4-е место в беге на 1000 м.
На чемпионате Европы в Дебрецене в 2020 году вновь выиграл серебряные медали в эстафете и занял 7-е место в общем зачёте многоборья. Из-за пандемии коронавируса в 2020 году все соревнования с марта были отменены. В январе 2021 года в многоборье на чемпионате Нидерландов занял 9-е место в общем зачёте. В марте на чемпионате мира в Дордрехте вместе с командой Бреувсма завоевал свою третью золотую медаль в эстафете. В 2022 году он заявил что после сезона завершает карьеру.

## Личная жизнь
Дан женат на голландской шорт-трекистке — Рианне де Врис. Когда он не катается на коньках, то работает на ферме, поэтому всегда занят. Дан вырос на ферме в окружении двух братьев и одной сестры с очень разными интересами. Старший брат занимается политикой и не любит спорт, другой брат - фермер, а сестра занимается музыкой, она певица и автор песен. Его родители на самом деле не занимались спортом.